# Marsouin (bateau)
Pour les articles homonymes, voir Marsouin.

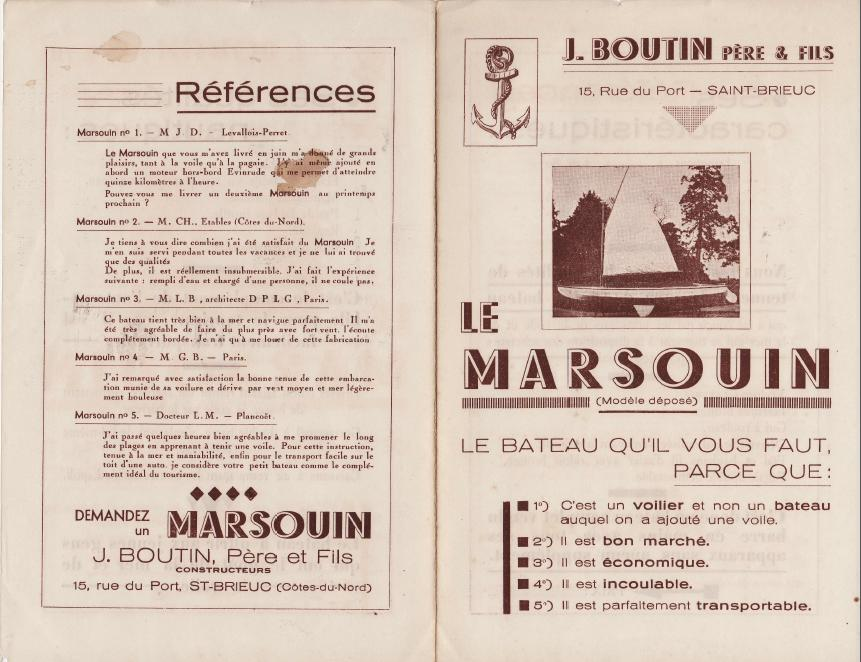
Prospectus décrivant les diverses qualités d'un Marsouin. On peut voir, sur la page de gauche, les commentaires des premiers acheteurs.

Le Marsouin est un bateau monotype, à voile et aviron construit à 150 exemplaires à partir de 1937 par Jean Boutin, menuisier demeurant rue du Port, à Saint-Brieuc, dans les Côtes-d'Armor.
Ce dériveur a été conçu par des praticiens de la voile et de la mer.

## Caractéristiques

### Dimensions
- Longueur : 4,80 m
- Largeur : 90 cm
- Surface de voilure : 425 m2
- Poids : 50 kg

### Matériaux
- Coque en acajou peint
- Voilure de marque Laverie
- Ferrures en bronze
- Gui à rouleau
- Dérive en tôle galvanisée s'enlevant à volonté
- Étai et haubans en fil d'acier avec un ridoir en bronze
- Pagaie double démontable

### Ses qualités
Il est insubmersible, s'échoue facilement grâce à son peu de tirant d'eau, est parfaitement maniable, n'a pas de fardage inutile, est rapide et la navigation au plus près est remarquable.
C'est « le complément de l'automobile pour le tourisme, car il est facilement transportable ».
Il contient des drisses coton faisant retour sur l'arrière (permettant de faire hisser la voile par le barreur), un gouvernail à double barre s'enlevant de lui-même à l'échouage et un caisson à air remplaçant les bourrelets de kapok.